# Ornithology
«Ornithology» (в переводе с англ. — «Орнитология») — известный джазовый стандарт в стиле бибоп, написанный альт-саксофонистом Чарльзом Паркером и трубачом Бенни Харрисом.
Название этой композиции отсылает к прозвищу Чарли Паркера — Bird, т. е. Птица (орнитология — наука о птицах). Септет Чарли Паркера сделал первую запись композиции 28 марта 1946 года на лейбле Dial Records, и в 1989 году она была включена в список композиций в Зале славы премии «Грэмми».
«Ornithology» остаётся одной из самых известных и наиболее часто исполняемых композиций в стиле бибоп.